# Le Villi

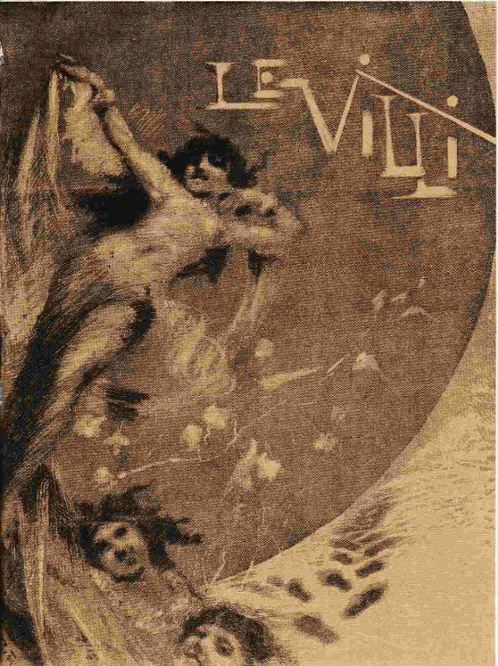
Sketch från 1884.

Le Villi (svenska: Häxorna) är en opera-balett i två akter (ursprungligen en) med musik av Giacomo Puccini. Librettot av Ferdinando Fontana bygger på novellen Les Willis av Alphonse Karr, i sin tur inspirerad av en folksaga.

## Historia
Medan Puccini alltjämt studerade år 1883 läste han om förlaget Sonzognos tävlan om enaktsoperor, och hans lärare Ponchielli uppmanade honom att delta och ordnade så att Fontana skrev librettot. Handlingen hämtades ur en legend som Heine hade återberättat och som låg till grund för Adolphe Adams balett Giselle. Puccini vann inget pris men fick möjlighet att spela delar av sin opera för musikförläggaren Giulio Ricordi, som såg möjligheterna hos den unge tonsättaren och ordnade så att Le villi uruppfördes på Teatro Dal Verme i Milano den 31 maj 1884. Ricordi rådde Puccini att bygga ut operan till två akter och denna version hade premiär i Turin den 26 december 1884.
Svensk premiär på Dramatiska Ensemblen i Nacka 11 mars 1993.

## Roller
| Roll                             | Röstläge          | Rollbesättning vid urpremiären 31 maj 1884 (Dirigent: Arturo Panizza) | Rollbesättning vid premiären för den reviderade versionen 26 december 1884 (Dirigent: Giovanni Bolzoni) |
| -------------------------------- | ----------------- | --------------------------------------------------------------------- | --- |
| Guglielmo Wulf, skogvaktare      | Baryton eller bas | Erminio Peltz                                                         | Agostino Gnaccarini                                                                                     |
| Anna, hans dotter                | Sopran            | Rosina Caponetti                                                      | Elena Boronat                                                                                           |
| Roberto, en yngling              | Tenor             | Antonio d'Andrade                                                     | Enrico Filippi-Bresciani                                                                                |
| Berättare                        | talroll           |                                                                       | |
| Bergsfolk, älvor, osynliga andar |                   |                                                                       | |

## Handling
Schwarzwald, obestämd tid
Akt I
Roberto har just firat sin förlovning med skogvaktaren Wulfs dotter Anna när han måste resa till Mainz och hämta ett arv. Anna är otröstlig därför att hon tror att Roberto kommer att svika henne, och när han dröjer i flera månader på grund av ett kärleksäventyr med en kurtisan dör hon av sorg.
Akt II
Hon tas upp i kretsen av vilier, unga flickor som har dött av mäns otrohet. Då Roberto återvänder till byn visar sig Anna i en vilis gestalt. Han kysser henne men hon drar in honom i viliernas rasande dans tills han segnar ned död.

## Välkänd aria
- Akt I Se come voi piccina.